# Herbier Vilmorin
Pour les articles homonymes, voir Vilmorin.
L'herbier Vilmorin est le fruit d'un travail en botanique constitué d'une collection de 56 000 planches "...dont un herbier dédié à Parmentier, une importante collection de blés, des aquarelles du Japon, un album d'iconographie de légumes…". Élaboré pendant plus de deux siècles par une famille d'horticulteurs et de botanistes français, les Vilmorin, cette vaste collection tomba dans l'oubli avant d'être redécouverte et mise au jour. En 2006, l'ouvrage a été classé monument historique. L'herbier Vilmorin est numérisé pour être inclus dans une base de données mondiale une fois sa numérisation complétée.